# Klonki Stare
Klonki Stare (biał. Старыя Клёнкі, Staryja Klonki; ros. Старые Клёнки, Staryje Klonki) – wieś na Białorusi, w obwodzie brzeskim, w rejonie janowskim, w sielsowiecie Soczewki, w pobliżu drogi magistralnej M10.

## Historia
W dwudziestoleciu międzywojennym leżały w Polsce, w województwie poleskim, w powiecie drohickim, w gminie Janów. W 1921 wieś liczyła 233 mieszkańców, zamieszkałych w 55 budynkach, w tym 223 tutejszych, 6 Żydów i 4 Rusinów. 227 mieszkańców było wyznania prawosławnego i 6 mojżeszowego.
Po II wojnie światowej w granicach Związku Sowieckiego. Od 1991 w niepodległej Białorusi.